# Master data management
Master data management eller MDM refererer til en virksomhedsstrategi og -teknologi, hvormed virksomheder, organisationer mv. kan håndtere deres master data – nogle gange omtalt som stamdata.
Master data er data, som er essentielle for virksomhedens virke, for eksempel data om produkter, kunder, medarbejdere, lokationer, leverandører mv. Disse data kan være duplikerede eller spredt ud over virksomheden, f.eks. i forskellige afdelinger, hvilket kan besværliggøre forretningsgangene.
En Master Data Management løsning er et stykke software, der samler, renser, håndterer og muliggør deling af master data og dermed sikrer én version af f.eks. produktinformationer, kundedata, leverandørdata mv. Med én fælles indgang til og én enkelt version af disse master data på tværs af systemer, afdelinger, regioner mv. opnår virksomheder høj datakvalitet og -kontrol samt betydelige synergieffekter, hvilket blandt andet effektiviserer en lang række processer og øger virksomhedernes kundetilfredshed.